# Oceanhorn: Monster of Uncharted Seas
Oceanhorn: Monster of Uncharted Seas är ett actionäventyrsspel utvecklad av Cornfox & Bros. Det fokuserar på en pojkes sökning efter sin förlorade far och hans kamp för att besegra havmonstret Oceanhorn. Spelet släpptes först till iOS november 2013 och hade senare portar till Android, Microsoft Windows, OS X, Playstation 4, Xbox One, Nintendo Switch och PlayStation Vita.
Spelmekanikerna och grafiken i Oceanhorn liknar datorspelen från The Legend of Zelda-serien, särskilt The Wind Waker och A Link to the Past. Spelare utforskar fängelsehålor, slåss mot monster med olika vapen och kastar krukor och klippar buskar för att hitta dolda mynt eller hjärtan. Oceanhorns musik komponerades av Kalle Ylitalo, med några ytterligare kompositioner av Kenji Ito och Nobuo Uematsu. En uppföljare med titeln Oceanhorn 2: Knights of the Lost Realm, är i utveckling.